# Psammodius convexus
Psammodius convexus är en skalbaggsart som beskrevs av Waterhouse 1875. Psammodius convexus ingår i släktet Psammodius och familjen Aphodiidae. Inga underarter finns listade i Catalogue of Life.